# أنتوني بينتيم
أنتوني بينتيم (بالهولندية: Anthony Bentem)‏ (19 مارس 1990 بروتردام في هولندا - ) هو لاعب كرة قدم هولندي في مركز الدفاع. شارك مع منتخب هولندا تحت 21 سنة لكرة القدم. أما مع النوادي، فقد لعب مع زيركسيس روتردام وسبارتا روتردام.

## روابط خارجية
- أنتوني بينتيم على موقع قاعدة بيانات كرة القدم.إي يو (الإنجليزية)
- أنتوني بينتيم على موقع Soccerway.com (الإنجليزية)